# Mont-le-Vignoble
Pour les articles homonymes, voir Mont.
Mont-le-Vignoble est une commune française située dans le département de Meurthe-et-Moselle en région Grand Est.

## Géographie

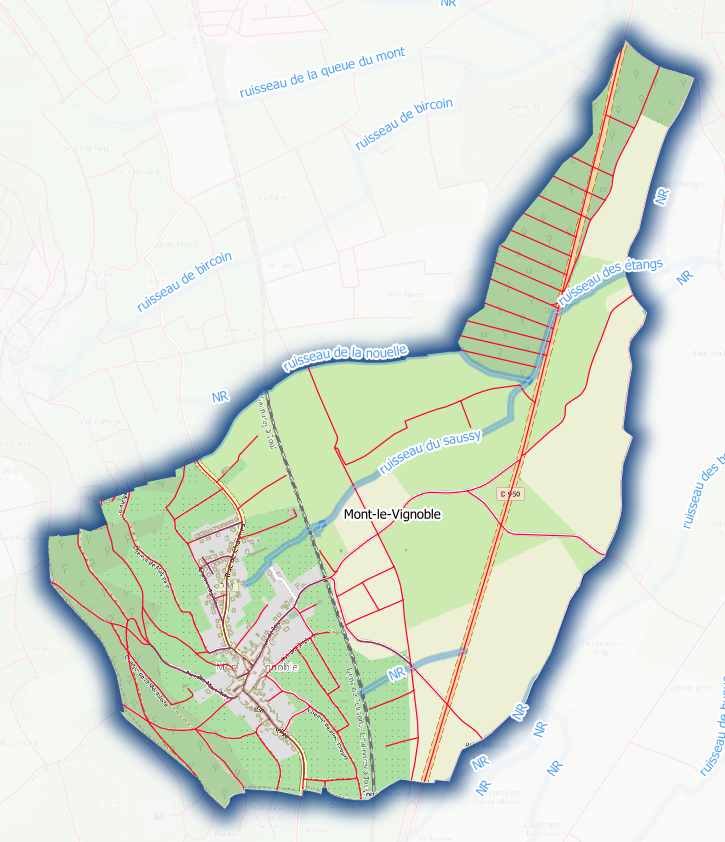
Mont-le-Vignoble, (OpenStreetMap / Qgis).

L'altitude moyenne de Mont-le-Vignoble est de 280 mètres environ. Sa superficie est de 412 hectares. Sa latitude est de 48,612 degrés nord et sa longitude de 5,841 degrés est. Les villages proches de Mont-le-Vignoble sont : Charmes-la-Côte à 1,7 km ; Blénod-lès-Toul à 1,86 km ; Gye à 2,64 km.
Le ban de la commune de Mont-le-Vignoble est appuyé à l'ouest sur le relief de cuesta des côtes de Meuse. Le village est dominé par un plateau boisé (altitude 380 m) et s'étire en village-rue sur un flanc de coteau exposé à l'est. Le ruisseau du Saussy traverse son territoire vers la vallée pour rejoindre finalement la Moselle en traversant (altitude 238 m) le tracé de l'ancien chemin Toul-Langres, ( RD 960). et par le ruisseau des étangs.
Le ruisseau de la Nouelle quant à lui, forme frontière au nord - ouest avec la commune de Charmes-la-Côte.
L'ensemble domine une plaine qui peut être partiellement raccordée à la Woëvre, vaste plaine agricole humide au pied des Côtes de Meuse.
Mont-le-Vignoble fait partie du vignoble des côtes-de-toul.
| Charmes-la-Côte | Toul             | Gye             |
| Charmes-la-Côte | Mont-le-Vignoble | Gye             |
| Blénod-lès-Toul | Blénod-lès-Toul  | Blénod-lès-Toul |

### Hydrographie
La commune est dans le bassin versant du Rhin au sein du bassin Rhin-Meuse. Elle est drainée par le ruisseau de la Nouelle et le ruisseau des Étangs,.

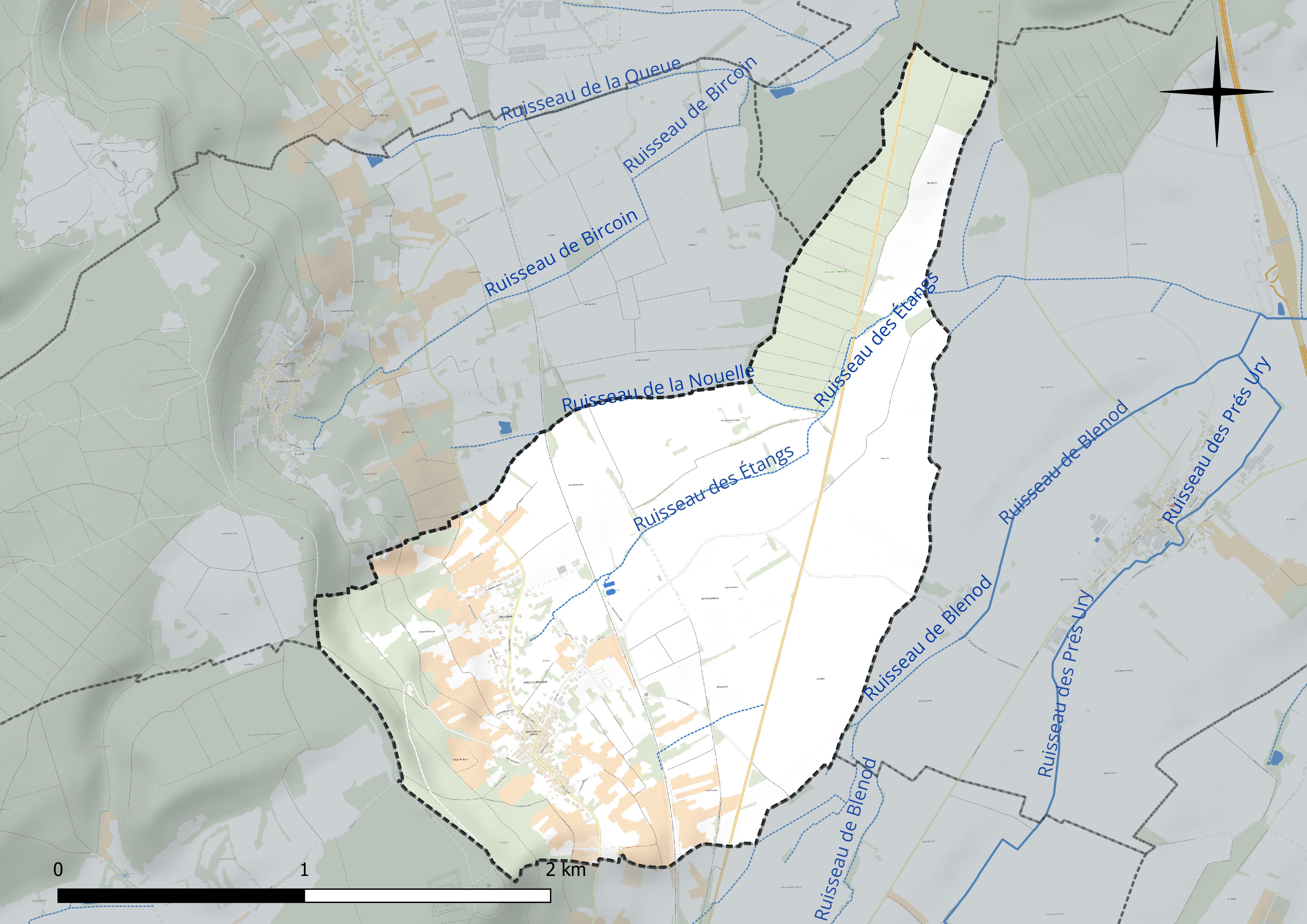
Réseau hydrographique de Mont-le-Vignoble.

### Climat
Pour des articles plus généraux, voir Climat du Grand Est et Climat de Meurthe-et-Moselle.
En 2010, le climat de la commune est de type climat des marges montargnardes, selon une étude du Centre national de la recherche scientifique s'appuyant sur une série de données couvrant la période 1971-2000. En 2020, Météo-France publie une typologie des climats de la France métropolitaine dans laquelle la commune est exposée à un climat océanique altéré et est dans la région climatique  Lorraine, plateau de Langres, Morvan, caractérisée par un hiver rude (1,5 °C), des vents modérés et des brouillards fréquents en automne et hiver. 
Pour la période 1971-2000, la température annuelle moyenne est de 9,7 °C, avec une amplitude thermique annuelle de 16,8 °C. Le cumul annuel moyen de précipitations est de 857 mm, avec 12,7 jours de précipitations en janvier et 9,4 jours en juillet. Pour la période 1991-2020, la température moyenne annuelle observée sur la station météorologique de Météo-France la plus proche, « Nancy-Ochey », sur la commune d'Ochey à 8 km à vol d'oiseau, est de 10,5 °C et le cumul annuel moyen de précipitations est de 810,4 mm. 
La température maximale relevée sur cette station est de 39,6 °C, atteinte le 25 juillet 2019 ; la température minimale est de −19,1 °C, atteinte le 12 janvier 1987,,. 
Les paramètres climatiques de la commune ont été estimés pour le milieu du siècle (2041-2070) selon différents scénarios d'émission de gaz à effet de serre à partir des nouvelles projections climatiques de référence DRIAS-2020. Ils sont consultables sur un site dédié publié par Météo-France en novembre 2022.

## Urbanisme

### Typologie
Au 1er janvier 2024, Mont-le-Vignoble est catégorisée commune rurale à habitat dispersé, selon la nouvelle grille communale de densité à sept niveaux définie par l'Insee en 2022.
Elle est située hors unité urbaine. Par ailleurs la commune fait partie de l'aire d'attraction de Nancy, dont elle est une commune de la couronne,. Cette aire, qui regroupe 353 communes, est catégorisée dans les aires de 200 000 à moins de 700 000 habitants,.

### Occupation des sols
L'occupation des sols de la commune, telle qu'elle ressort de la base de données européenne d’occupation biophysique des sols Corine Land Cover (CLC), est marquée par l'importance des territoires agricoles (74,8 % en 2018), une proportion identique à celle de 1990 (74,8 %). La répartition détaillée en 2018 est la suivante : 
terres arables (30 %), prairies (24,1 %), cultures permanentes (20,7 %), forêts (19 %), zones urbanisées (6,3 %). L'évolution de l’occupation des sols de la commune et de ses infrastructures peut être observée sur les différentes représentations cartographiques du territoire : la carte de Cassini (XVIIIe siècle), la carte d'état-major (1820-1866) et les cartes ou photos aériennes de l'IGN pour la période actuelle (1950 à aujourd'hui).

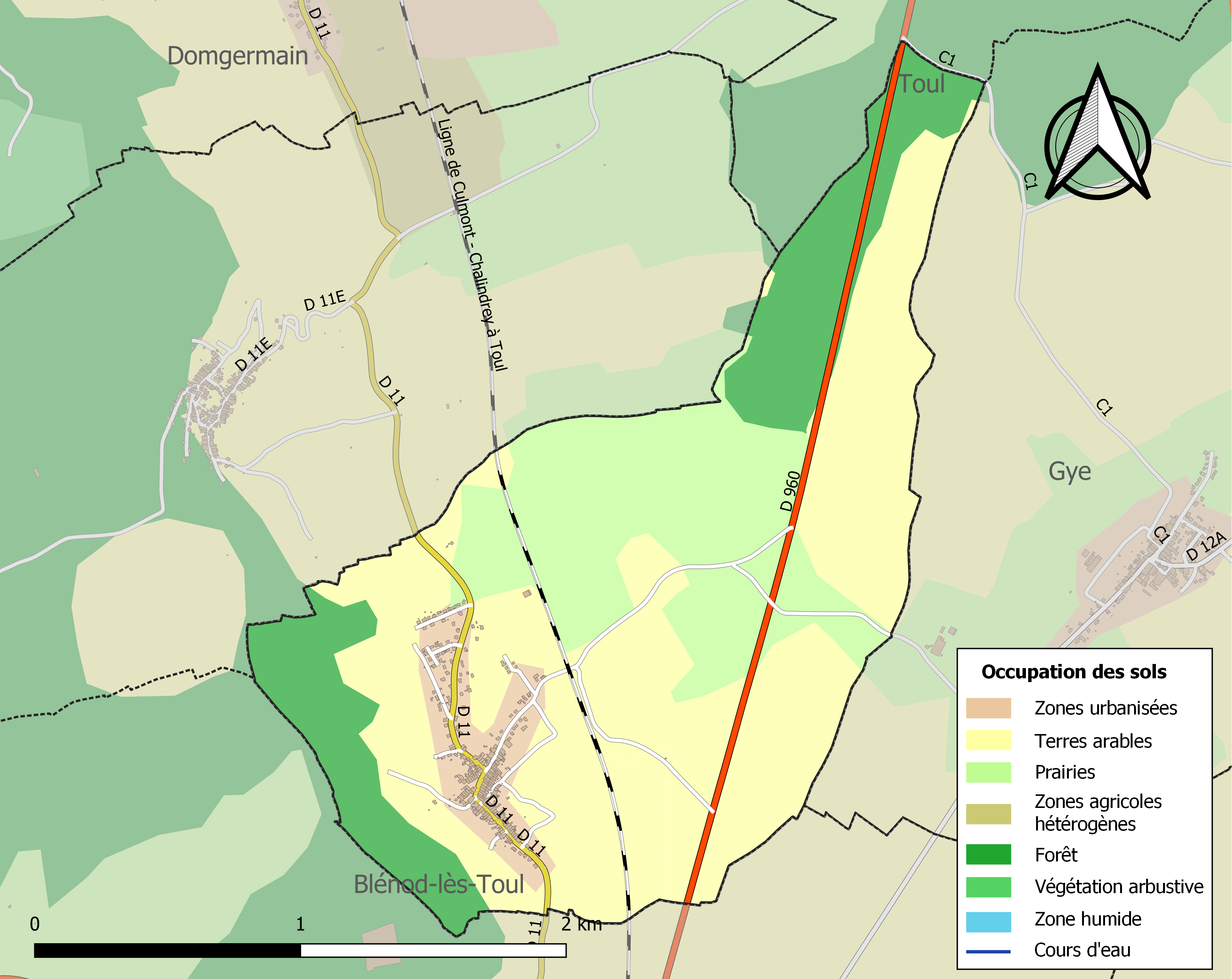
Carte des infrastructures et de l'occupation des sols de la commune en 2018 (CLC).

## Toponymie
Anciennes mentions : Montis (Xe siècle), Villa de Montibus (1241), Mons com dit lo Vinouz (1298), Montes (1402), Mont-le-Vignot (1613), Mont-le-Vignoble (1801).
De l'oïl mont et de l'adjectif vinous, vineux « fertile en vin ».

## Histoire
La carte archéologique de Gaule indique, pour le département de Meurthe-et-Moselle, cité de Mont-le-Vignoble, la présence de vestiges gallo-romains (lieux-dits Nalechamps et la Haye l'écluse)
Au XIe siècle, Mont-le-Vignoble n'était qu'une chapelle qui dépendait de Blénod-les-Toul, mais le village  faisait partie des domaines de Thiery II de lorraine, ainsi que le prouve un titre de 1079, dans lequel il est appelé Muntz.
En 1241, Henri, seigneur de Sorcy, reconnaît :
«...avoir fait hommage-lige au duc Mathieu II de Lorraine et devoir tenir de lui tout ce qu'il possède en la ville de Monts, pour raison de quoi il doit garder pendant quarante jours la ville de Gondreville.... » 
En 1290, le duc Ferry III échangea Fléville-devant-nancy contre Xirocourt et Mont-le-Vinot.
Enfin, en 1417, le duc Charles II de Lorraine donna cette terre à Ferry de Ludres.

## Politique et administration
| Période                                  | Période                   | Identité                                            | Étiquette | Qualité                                            |
| ---------------------------------------- | ------------------------- | --------------------------------------------------- | --------- | -------------------------------------------------- |
| Les données manquantes sont à compléter. |                           |                                                     |           |                                                    |
| 1884                                     | 1908                      | Didelot Emmanuel                                    |           |                                                    |
| 1908                                     | 1945                      | Cabret Léopold                                      |           | Décoré de la Légion d'honneur le 18 septembre 1938 |
| 1989                                     | juin 1995                 | Bernard Amand                                       |           |                                                    |
| juin 1995                                | En cours (au 23 mai 2020) | Jean-Pierre Callais, Réélu pour le mandat 2020-2026 |           | Ancien cadre                                       |

## Population et société

### Démographie
L'évolution du nombre d'habitants est connue à travers les recensements de la population effectués dans la commune depuis 1793. Pour les communes de moins de 10 000 habitants, une enquête de recensement portant sur toute la population est réalisée tous les cinq ans, les populations de référence des années intermédiaires étant quant à elles estimées par interpolation ou extrapolation. Pour la commune, le premier recensement exhaustif entrant dans le cadre du nouveau dispositif a été réalisé en 2004.

En 2022, la commune comptait 415 habitants, en évolution de −1,66 % par rapport à 2016 (Meurthe-et-Moselle : −0,13 %, France hors Mayotte : +2,11 %).
| 1793 | 1800 | 1806 | 1821 | 1831 | 1836 | 1841 | 1846 | 1851 |
| ---- | ---- | ---- | ---- | ---- | ---- | ---- | ---- | ---- |
| 406  | 459  | 445  | 456  | 465  | 485  | 481  | 467  | 442  |

| 1856 | 1861 | 1872 | 1876 | 1881 | 1886 | 1891 | 1896 | 1901 |
| ---- | ---- | ---- | ---- | ---- | ---- | ---- | ---- | ---- |
| 431  | 425  | 377  | 381  | 383  | 356  | 363  | 366  | 360  |

| 1906 | 1911 | 1921 | 1926 | 1931 | 1936 | 1946 | 1954 | 1962 |
| ---- | ---- | ---- | ---- | ---- | ---- | ---- | ---- | ---- |
| 353  | 361  | 309  | 284  | 260  | 257  | 243  | 272  | 258  |

| 1968 | 1975 | 1982 | 1990 | 1999 | 2004 | 2006 | 2009 | 2014 |
| ---- | ---- | ---- | ---- | ---- | ---- | ---- | ---- | ---- |
| 260  | 208  | 260  | 360  | 358  | 392  | 416  | 391  | 411  |

| 2019 | 2022 | - | - | - | - | - | - | - |
| ---- | ---- | - | - | - | - | - | - | - |
| 413  | 415  | - | - | - | - | - | - | - |

## Économie
E. Grosse indique dans son ouvrage, vers 1836, au sujet des produits de la terre :
« Les produits de Bruley, Foug, Mont-le-Vignoble, Toul, etc., sont particulièrement recherchés... Territ. : 412 hect. cadast., dont 184 en terres arables,4o en bois, 48 en prés et 122 en vignes, dont les produits sont assez estimés... »
indiquant ainsi la tradition viticole du village (cf. carte historique du vignoble lorrain).

### Secteur primaire ouAgriculture
Le secteur primaire comprend, outre les exploitations agricoles et les élevages, les établissements liés à l’exploitation de la forêt et les pêcheurs. D'après le recensement agricole 2010 du ministère de l'Agriculture (Agreste), la commune de Mont-le-Vignoble était majoritairement orientée sur la production de fruits et sur d'autres cultures permanentes (auparavant polyculture et poly-élevage) sur une surface agricole utilisée d'environ 57 hectares (inférieure à la surface cultivable communale) en baisse légère depuis 1988 - Le cheptel en unité de gros bétail s'est réduit de 34 à 9 entre 1988 et 2010. Il n'y avait plus que 4 (15 auparavant) exploitations agricoles ayant leur siège dans la commune employant 5 unités de travail,(11 auparavant).

## Culture locale et patrimoine

### Lieux et monuments

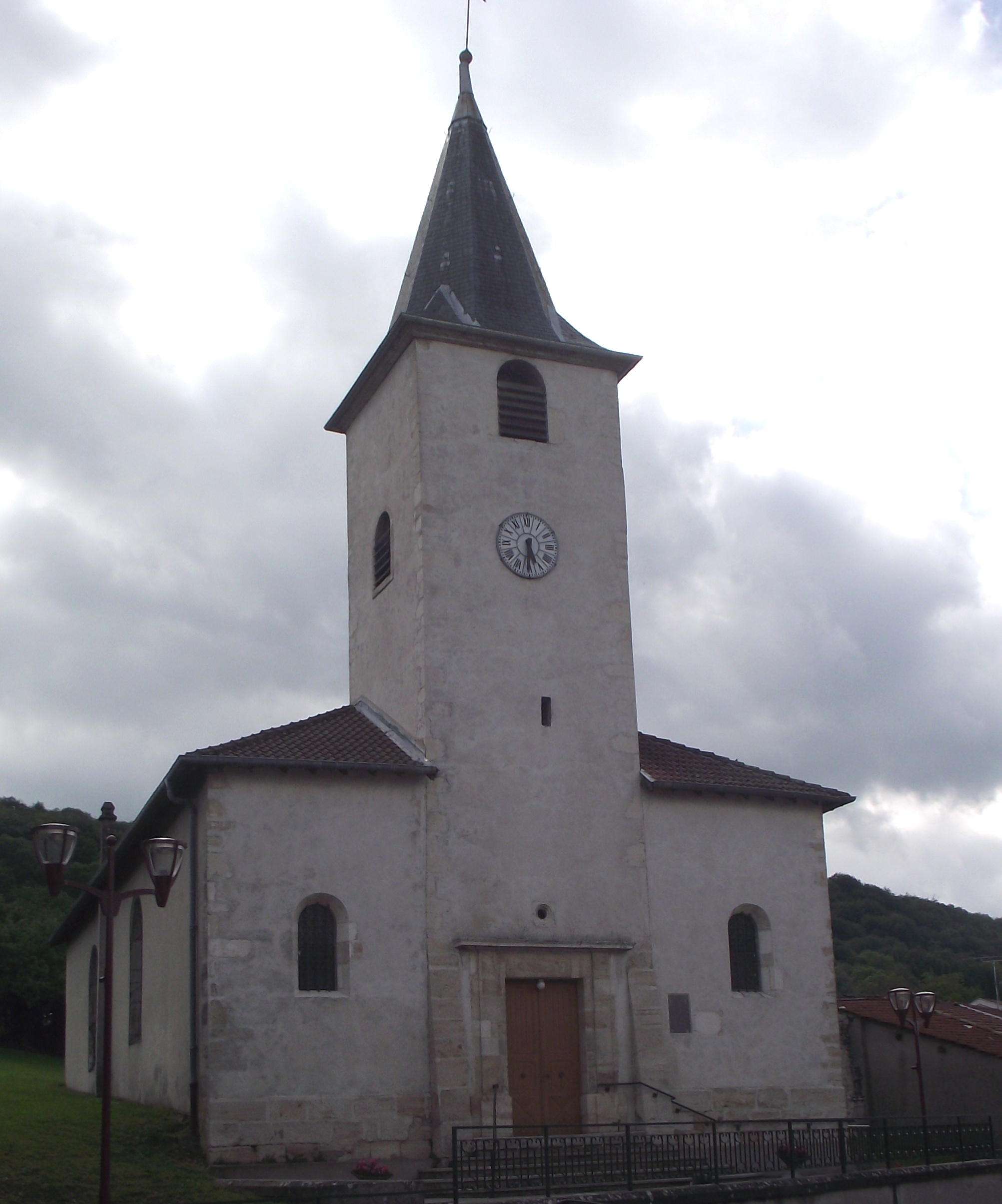
Église.

- Église XVIIIe : retable XVIe.

### Personnalités liées à la commune
- Emmanuel Didelot, maire de Mont-le-Vignoble de 1884 à 1908. Conseiller d'arrondissement de Toul jusque 1913. Son nom a été donné à la rue desservant le lotissement Les Chais.
- Léopold Cabret, maire de Mont-le-Vignoble de 1908 à 1945, durant sa mandature qui dura 33 ans (car mobilisé de 1914 à 1918 ) a fait procéder aux travaux d'installations électrique communale par décision du conseil municipal du 12 février 1913 et à l'adduction d'eau potable aux foyers de la commune en 1933. Il fut décoré de la Légion d'honneur le 18 septembre 1938 et la rue principale porte son nom.

### Héraldique
| Blason de Mont-le-Vignoble | Blason  | D'argent au mont de six coupeaux de sinople mouvant de la pointe, surmonté de trois grappes de raisin de pourpre feuillées de sinople rangées en chef. |
| Blason de Mont-le-Vignoble | Détails | Le statut officiel du blason reste à déterminer. |